# لومنیتسا (استان کیوستندیل)
لومنیتسا (به بلغاری: Lomnitsa) یک منطقهٔ مسکونی در بلغارستان است که در شهرستان کیوستندیل واقع شده‌است.